# Theodor Robert Grosewsky
Theodor Robert Grosewsky (* 13. Mai 1823 in Annenburg; † 14. März 1866 in Moskau) war ein deutschbaltischer Dichter und Landschaftsmaler.

## Leben
Grosewsky ging in Mitau und Dorpat zur Schule, studierte von 1842 bis 1844 an der Kaiserlichen Universität Dorpat Nationalökonomie und promovierte anschließend in Jena. 1855 wurde er in München Schüler von Karl Millner, später lebte er als Dichter, Liedertexter und Landschaftsmaler erst auf seinem Erbgut Lambertshof, ehe es ihn nach Dorpat und anschließend nach Moskau zog.

## Werke (Auswahl)
- Aus der Einsamkeit. Lieder von R. Grosewsky, Reyher, Leipzig und Mitau 1849.
- Septembermoos. Lieder von R. Grosewsky, Steffenhagen, Mitau 1849.